# Bunyaviricetes
Bunyaviricetes es una clase de virus que infectan animales, plantas, hongos y protistas, anteriormente llamado la familia Bunyaviridae. Entre las enfermedades que causan a los seres humanos destacan la fiebre hemorrágica de Crimea-Congo, la fiebre del valle del Rift, la fiebre hemorrágica con síndrome renal y el síndrome pulmonar por hantavirus. 
En los vertebrados la mayoría son transmitidos por artrópodos (mosquitos, garrapatas o moscas de la arena), aunque algunos se transmiten por ejemplo a través de las heces de ratón infectadas. Antiguamente a la mayoría de los miembros de este orden se les clasificaba en la familia Bunyaviridae, pero posteriormente se descubrió que era polifilética por lo que se elevó al rango de clase incluyendo a otras familias que mostraban una relación estrecha. 
Estos virus presentan un genoma de ARN monocatenario de sentido negativo (virus ARNmc- o virus (-)ssRNA en inglés), por lo que se incluyen en el Grupo V de la Clasificación de Baltimore. 
Unos pocos presentan un genoma ARN monocatenario ambisentido (virus ARNmc+- o virus ssRNA(+/-) en inglés). 
Los viriones son esféricos, envueltos, con diámetros de 90-100 nm y no contienen proteínas de matriz.

## Epidemiología
En los vertebrados los virus de este orden son transmitidos mediante artrópodos (mosquitos, garrapatas y moscas de arena) como vectores, con la excepción de los hantavirus. Los hantavirus son transmitidos por contacto con las heces de ratones de campo. La incidencia de la infección está íntimamente ligada a la actividad del vector, por ejemplo, los virus transmitidos por mosquitos se ven con más frecuencia después de las lluvias.
Las infecciones de ciertos bunyavirales, tales como la fiebre hemorrágica de Congo y Crimea, están asociadas a altos niveles de morbilidad y mortalidad, consecuentemente, el manejo y manipulación de estos virus debe realizarse en laboratorios con Nivel de Bioseguridad tipo 4.

## Genoma
Los miembros de este orden tienen un genoma fragmentado: un segmento largo (L), un segmento mediano (M) y un segmento corto (S). Estos segmentos de ARN son de cadena simple, y existen en forma helicoidal dentro del virión. Además, exhiben una estructura pseudo-circular, debido a las porciones terminales complementarias de cada segmento. El segmento L codifica la polimerasa dependiente de ARN, necesaria para la replicación viral y la síntesis de ARNm. El segmento M codifica las glucoproteínas virales, las cuales protegen la superficie del virus y le asisten en la unión con la célula hospedadora. El segmento S codifica la proteína del nucleocápside (N). El genoma total varía en tamaño, de 11 - 19 kilobases.
Los segmentos L y M tienen polaridad negativa. Para el género Phlebovirus y Tospovirus, el segmento S tienen doble polaridad, es decir, que algunas proteínas sobre la cadena de ARN tienen polaridad negativa. El segmento S codifica la nucleoproteína (N) en polaridad negativa y la proteína no-estructural (NSs) en ambisentido.

## Taxonomía
Incluye los siguientes órdenes y familias según ICTV:
- Orden Elliovirales
  - Familia Cruliviridae
  - Familia Fimoviridae
  - Familia Hantaviridae
  - Familia Peribunyaviridae
  - Familia Phasmaviridae
  - Familia Tospoviridae
  - Familia Tulasviridae
- Orden Hareavirales
  - Familia Arenaviridae
  - Familia Discoviridae
  - Familia Konkoviridae
  - Familia Leishbuviridae
  - Familia Mypoviridae
  - Familia Nairoviridae
  - Familia Phenuiviridae
  - Familia Tosoviridae
  - Familia Wupedeviridae